# Coulonces (Calvados)
Pour la commune homonyme de l'Orne, voir Coulonces (Orne).
Coulonces est une ancienne commune française, située dans le département du Calvados en région Normandie, devenue le 1er janvier 2016 une commune déléguée au sein de la commune nouvelle de Vire Normandie.
Elle est peuplée de 830 habitants.

## Géographie

### Localisation
Situé sur les bords de la Brévogne, Coulonces est un village typique du Bocage virois, avec un bourg relativement peu étendu et un grand nombre d'habitations regroupées en hameaux sur le reste du territoire de la commune. L'atlas des paysages de la Basse-Normandie situe celle-ci au centre de l'unité du Bassin de Vire caractérisée par « un ancien bocage fortement dégradé par les mutations agricoles » et un « habitat dispersé […] de schiste aux toits d’ardoise ». Le bourg est à 4 km au sud-ouest de La Graverie, à 5 km au nord-ouest de Vire et à 12 km à l'est de Saint-Sever-Calvados.
| Le Mesnil-Robert, Le Mesnil-Benoist (comm. nouv. de Noues de Sienne) (par un angle) | Campagnolles, Étouvy (comm. nouv. de Souleuvre en Bocage) | La Graverie (comm. nouv. de Souleuvre en Bocage) |
| Mesnil-Clinchamps (comm. nouv. de Noues de Sienne)                                  | Coulonces                                                 | Vire (comm. nouv. de Vire Normandie)             |
| Saint-Manvieu-Bocage (comm. nouv. de Noues de Sienne)                               | Vire (comm. nouv. de Vire Normandie)                      | Vire (comm. nouv. de Vire Normandie)             |

### Géologie et relief
Le point culminant (196 m) se situe en limite sud-ouest, près du lieu-dit la Cour et de la sortie du territoire de la D 524. Diamétralement opposé, le point le plus bas (84 m) correspond à la sortie de la Vire du territoire, au nord-est. La commune est bocagère.

### Hydrographie

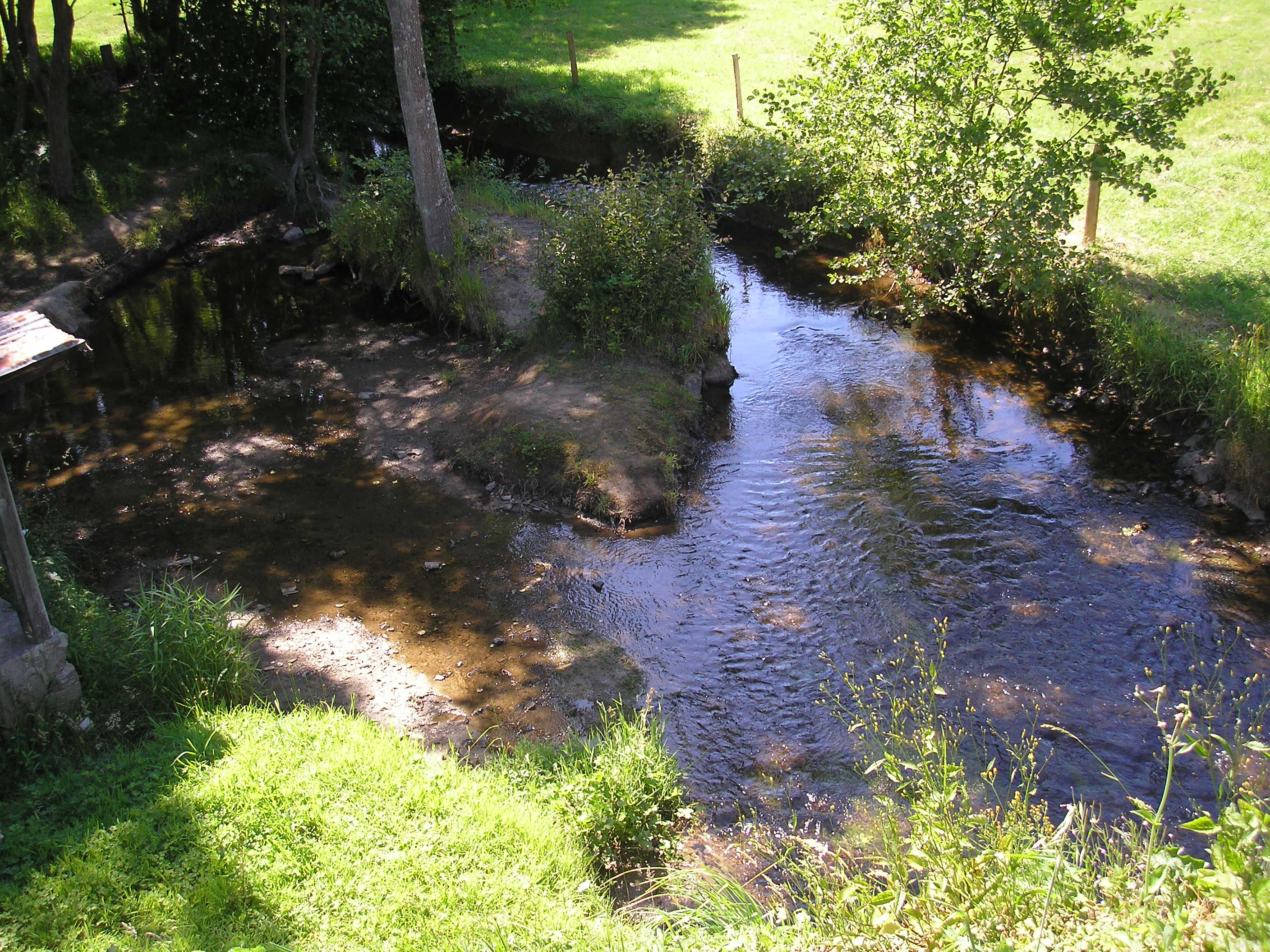
La Brévogne à Coulonces.

Coulonces est dans le bassin de la Vire qui délimite le territoire à l'est. Deux de ses affluents parcourent le territoire communal : la Brévogne qui collecte les eaux des deux tiers nord-ouest et un modeste ruisseau au sud-est.

### Climat
Le climat est océanique, comme dans tout l'Ouest de la France. Les stations météorologiques les plus proches sont Caen-Carpiquet et Granville-Pointe du Roc, toutes deux à 49 km. Le Bocage virois s'en différencie toutefois pour la pluviométrie annuelle qui, à Coulonces, avoisine les 950 mm.

## Urbanisme

### Lieux-dits, hameaux et écarts
Les lieux-dits sont, du nord-ouest à l'ouest, dans le sens horaire : la Huardière, la Masure, le Bois, les Corvées, le Neufbourg, la Ratellière, la Chapellerie, Groult, le Bourg, la Villière, la Haute Villière, la Butte, Montcoq (au nord), la Pont Huplin, la Roberdière, la Houssardière, Vaulégeard, la Lèverie, le Domaine, Bordeaux, le Pont Martin (à l'est), la Huctière, le Châtel, Braye, le Pressoir, la Colinière, la Sallière, la Buffardière, la Groudière, la Fontaine, la Rainière, le Prothée, la Grande Maison, la Bertherie, la Pelleterie, la Brocherie, le Chonneau, la Laizanterie, la Nicolasière, la Croûte, le Roussel, la Pillière, la Fleurière, le Baume (au sud), la Vannerie, la Cour, le Domaine, l'Aulnerie, la Chênelière, la Heurtaudière, Bellefontaine, la Renaudière, la Guillière (à l'ouest), Marcé, la Caboche, les Mares, le Buisson, le Raisin, Choisel, la Mauduitière, la Corbière et la Bourgogne.

### Voies de communication et transports
La route départementale no 52 traverse le territoire, joignant Vire au sud-est à Pont-Farcy au nord-ouest. La D 215 qui la croise permet de rejoindre le bourg et La Graverie au nord-est et la D 524 (ancienne route nationale 24bis, Verneuil-sur-Avre - Granville) traversant le sud-ouest de la commune. Desservant également le bourg, la D 293 mène à Campagnolles au nord et à Saint-Martin-de-Tallevende au sud. La D 295 reliant Étouvy à Saint-Sever-Calvados borde le nord-ouest du territoire. L'accès à l'A84 est 29 km à Villedieu-les-Poêles vers Rennes (sortie 37), à 14 km à Guilberville (sortie 40) ou à 26 km à Coulvain (sortie 42) vers Caen.

## Toponymie
Le nom de la localité est attesté sous les formes Colunces en 1168, Coluncae au XIIe siècle, Les Coulonges en 1274. Le toponyme est issu du latin colonica, « [terre] cultivée », une coulonge, ayant évolué en coulonce ici, était au Moyen Âge une exploitation tenue par un fermier pour un propriétaire.
Le lieu-dit Bordeaux est attesté sous la forme Bordelli en 1296. Il est issu de l'ancien français bordel, « cabane ».
Le gentilé est Coulonçais.

## Histoire
L'histoire de Coulonces est marquée par les barons de Coulonces (la baronnie est érigée en 1336 et son siège est le château de la Cour) dont plusieurs ont été gouverneurs de Vire et dont un, Jean de La Haye, s'illustre lors de la bataille de Gravelle pendant la guerre de Cent Ans.
Le 1er janvier 2016, Coulonces intègre avec sept autres communes la commune de Vire-Normandie créée sous le régime juridique des communes nouvelles instauré par la loi no 2010-1563 du 16 décembre 2010 de réforme des collectivités territoriales. Les communes de Coulonces, Maisoncelles-la-Jourdan, Roullours, Saint-Germain-de-Tallevende-la-Lande-Vaumont, Truttemer-le-Grand, Truttemer-le-Petit, Vaudry et Vire deviennent des communes déléguées et Vire est le chef-lieu de la commune nouvelle.

## Politique et administration

### Liste des maires
| Période                                  | Période       | Identité            | Étiquette | Qualité |
| ---------------------------------------- | ------------- | ------------------- | --------- | --- |
| Les données manquantes sont à compléter. |               |                     |           | |
|                                          |               |                     |           | |
| 1790                                     |               | Thomas-Brice Decaen |           | |
|                                          |               |                     |           | |
|                                          | 1895          | Alexandre Rouland   |           | Fabriquant de draps Mort en fonction |
| octobre 1895                             | 1951          | Ernest Rouland      |           | Fils d'Alexandre Rouland Secrétaire de la société d'agriculture de l'arrondissement Officier de la Légion d'honneur Officier du Mérite agricole |
| janvier 1952                             | mars 1971     | René Chatel         | SE        | Agriculteur Officier de la Légion d'honneur |
| mars 1971                                | juin 1995     | Étienne Chatel      | SE        | Agriculteur, fils du prévédent. |
| juin 1995                                | décembre 2015 | Gilles Maloisel     | SE        | Agriculteur |

Le conseil municipal était composé de quinze membres dont le maire et ses adjoints. Ces conseillers intègrent au complet le conseil municipal de Vire-Normandie le 1er janvier 2016 jusqu'en 2020 et Gilles Maloisel devient maire délégué.
| Période                                  | Période                 | Identité        | Étiquette | Qualité                                    |
| ---------------------------------------- | ----------------------- | --------------- | --------- | ------------------------------------------ |
| Les données manquantes sont à compléter. |                         |                 |           |                                            |
| janvier 2016                             | En cours (au 27/2/2025) | Gilles Maloisel | SE        | Agriculteur Réému pour le mandat 2020-2026 |

## Population et société

### Démographie
En 2022, la commune comptait 830 habitants. Depuis 2004, les enquêtes de recensement dans les communes de moins de 10 000 habitants ont lieu tous les cinq ans (en 2004, 2009, 2014, etc. pour Coulonces) et les chiffres de population municipale légale des autres années sont des estimations.
Coulonces a compté jusqu'à 1 215 habitants en 1806.
| 1793  | 1800  | 1806  | 1821  | 1831  | 1836  | 1841  | 1846  | 1851  |
| ----- | ----- | ----- | ----- | ----- | ----- | ----- | ----- | ----- |
| 1 091 | 1 165 | 1 215 | 1 202 | 1 145 | 1 124 | 1 163 | 1 079 | 1 096 |

| 1856  | 1861 | 1866 | 1872 | 1876 | 1881 | 1886 | 1891 | 1896 |
| ----- | ---- | ---- | ---- | ---- | ---- | ---- | ---- | ---- |
| 1 017 | 975  | 940  | 930  | 881  | 867  | 826  | 805  | 783  |

| 1901 | 1906 | 1911 | 1921 | 1926 | 1931 | 1936 | 1946 | 1954 |
| ---- | ---- | ---- | ---- | ---- | ---- | ---- | ---- | ---- |
| 733  | 693  | 677  | 637  | 649  | 667  | 638  | 715  | 647  |

| 1962 | 1968 | 1975 | 1982 | 1990 | 1999 | 2004 | 2009 | 2014 |
| ---- | ---- | ---- | ---- | ---- | ---- | ---- | ---- | ---- |
| 594  | 556  | 503  | 608  | 636  | 650  | 679  | 716  | 743  |

| 2018 | - | - | - | - | - | - | - | - |
| ---- | - | - | - | - | - | - | - | - |
| 729  | - | - | - | - | - | - | - | - |

### Sports et loisirs
L'Association sportive Coulonces-Campagnolles fait évoluer une équipe de football en division de district.
Depuis 2008, le comité des fêtes de Coulonces organise le vétathlon de Coulonces en coopération avec le Vélo club du Bocage et l'USM Vire Athlétisme. Cette épreuve consiste en un relais entre un coureur à pied qui doit parcourir un peu plus de 5 km sur les routes et les chemins de la commune, et un VTTiste qui doit faire un circuit de 20 à 30 km selon les années. L'épreuve peut également se faire individuellement. Le départ et l'arrivée se font sur le terrain de football de Coulonces et la remise des dossards et des récompenses se font dans la salle des fêtes. Le nombre de concurrents augmente régulièrement chaque année, il était de presque 100 équipes en 2008 et de plus de 150 équipes en 2010. L'événement a lieu en général le deuxième weekend de novembre. Chaque année, les organisateurs bénévoles sont très nombreux à se mobiliser ainsi que les sponsors pour contribuer à la réussite de l'événement.

## Culture locale et patrimoine

### Lieux et monuments
L'église Saint-Gilles, église paroissiale au cœur du bourg, fut construite au XIVe siècle. Elle a été sinistrée durant la Seconde Guerre mondiale, mais son aspect extérieur a été conservé. Elle est inscrite aux Monuments historiques depuis 1927.
Le château de la Cour, propriété privée, est du XVe siècle.
La croix de Caen, à la Lèverie, daterait du XVIIe siècle.

### Personnalités liées à la commune
Au XVIIe siècle, le physicien Polinière (1671 à Coulonces - 1734) a présenté ses inventions auprès du roi, notamment un prototype d'ampoule. Ces travaux sont simultanés à ceux de Francis Hauksbee.
Raoul Barette (1891 à Coulonces - 1969) a été membre du Comité central du Parti communiste français de 1926 à 1929 et secrétaire de la Région communiste du Nord-Est (Aisne, Ardennes, Marne).

### Distinction
Candidat au palmarès 2019 du Concours départemental des villes et villages fleuris, Coulonces a reçu le 4e prix dans la 1re catégorie (communes de moins de 1 000 habitants) le 14 octobre 2019.